# Première Nation de Kitchenuhmaykoosib Inninuwug
La Première Nation de Kitchenuhmaykoosib Inninuwug (ᑭᐦᒋᓇᒣᑯᐦᓯᑊ ᐃᓂᓂᐧᐊᐠ en oji-cree et abrégé en KI), aussi appelée Première Nation de Big Trout Lake, est une bande indienne de la Première Nation des Oji-Crees située dans le Nord-Ouest de l'Ontario au Canada. Elle fait partie du Traité numéro 9 et elle est membre de la Nishnawbe Aski Nation.
La réserve de la bande, Kitchenuhmaykoosib Aaki 84, est située à environ 580 km au nord de Thunder Bay. Elle avait une population de 1 322 résidents en janvier 2007, en faisant l'une des plus grandes Premières Nations de la région. Les langues parlées par la bande sont l'oji-cree et l'anglais.

## Géographie
La Première Nation de Kitchenuhmaykoosib Inninuwug possède une réserve, Kitchenuhmaykoosib Aaki 84, de 73 976 acres situé à environ 580 km au nord de Thunder Bay sur la rive nord du lac Big Trout. Elle n'est accessible que par voie aérienne ou sur une route d'hiver durant les mois froids.